# Гувер, Микаэла
Микаэла Гувер (род. 12 июля 1984 г.) — американская актриса ирано-итальянского происхождения.

## Биография
Микаэла родилась и выросла в Колберте, штат Вашингтон. Посещала уроки танцев с двух лет, в детстве играла в школьных спектаклях и снималась в местной рекламе. Была принята в театральную программу Университета Лойолы Мэримаунт в Лос-Анджелесе и получила степень бакалавра в области театра.
Гувер дебютировала в 2007 году в фильме «Фрэнк». Затем она получила главную роль в Sorority Forever. Вскоре после этого получила роль в Humanzee после прослушивания у Джеймса Ганна, после чего ей предложили главную роль в Xbox -шоу Джеймса Ганна и Питера Сафрана «Спарки и Микаэла».
В 2010 году Гувер начала появляться в американских постановках с гостевой ролью в «Как я встретил вашу маму». Также она получила роль в фильме Джеймса Ганна «Супер».
В 2011 году у неё была повторяющаяся роль Джеки в телесериале «Счастливый конец», а в 2012 году она появилась в «Управлении гневом».
В 2013 году Гувер сыграла в американских телесериалах «Два с половиной человека» и «Лига», а в 2014 году — в «Святом Джордже».
Гувер продолжала работать с Джеймсом Ганном и в 2014 году сыграла помощницу Новы Прайм в фильме Marvel «Стражи Галактики» и Разию Мемариан в «Эксперименте Белко».
В 2017 году Гувер появилась в телесериалах «Две девицы на мели», «Гостевая книга» и «Люцифер».
В 2020 году она получила роль в фильме DC «Отряд самоубийц», «Гостевой дом» от Lionsgate и «Пара на праздники» от Netflix.

## Фильмография
| Год     | фильм                           | Роль                | Примечания                                                        |
| ------- | ------------------------------- | ------------------- | ----------------------------------------------------------------- |
| 2006 г. | SamHas7Friends                  | Ками                | телесериал                                                        |
| 2007 г. | Откровенный                     | Вереск              |                                                                   |
| 2008 г. | Казановас                       | Актриса № 1         | Сериал (Эпизод: «Голливудская изжога»)                            |
| 2008 г. | общество навсегда               | Мэдисон Вестербрук  | Веб-сериал (33 серии)                                             |
| 2008 г. | Спарки и Микаэла                | Микаэла             | Сериал (Эпизод: «Пилот»)                                          |
| 2008 г. | Человекоподобный!               | Марго               | Сериал (Эпизод: «Пилот»)                                          |
| 2009 г. | Порно для всей семьи            | Джули               | Телевизионный короткометражный фильм (Эпизод: «Полезный автобус») |
| 2009 г. | Потерянная мечта                | Маккензи            |                                                                   |
| 2010    | Команда Единорога               | Дженна              | Сериал (Эпизод: «Девочки G33K и G4M3R»)                           |
| 2010    | Супер                           | Холли               |                                                                   |
| 2010    | Как я встретил вашу маму        | Стейси              | Сериал (Эпизод: «Детский лепет»)                                  |
| 2011    | 2 мужчины 3 путь                |                     | короткий                                                          |
| 2011    | Счастливый конец                | Джеки               | Сериал (2 серии)                                                  |
| 2011    | Молния плоти                    | Мэдисон             | короткий                                                          |
| 2012    | Управление гневом               | Дейтона             | Сериал (2 серии)                                                  |
| 2013    | Два с половиной человека        | Морган              | Сериал (Эпизод: «Большой эпизод: Кто-то украл ложку»)             |
| 2013    | Лига                            | Девушка Тако        | Сериал (Эпизод: «Чалупа vs. Котлета»)                             |
| 2014    | В былые времена                 | трудный             |                                                                   |
| 2014    | Святой Джордж                   | Хлоя                | Сериал (Эпизод: «Больше не обманешь»)                             |
| 2014    | Cuz-Bros                        | Карисса             | телефильм                                                         |
| 2014    | Стражи Галактики                | Помощник Новы Прайм |                                                                   |
| 2016    | Эксперимент «Офис»              | Разия Мемариан      |                                                                   |
| 2017    | Две девицы на мели              | Джессика            | Сериал (Эпизод: «И младенец, и прочее»)                           |
| 2017    | Люцифер                         | Эстер               | Сериал (Эпизод: «Хлоя делает Люцифера»)                           |
| 2018    | Затемнены                       | Сьюзи               | Короткий фильм                                                    |
| 2018    | Пузырь                          | Воскресенье         | Короткий фильм                                                    |
| 2019    | Авиарежим                       | Клэр                |                                                                   |
| 2020    | Пара на праздники               | Энни                |                                                                   |
| 2020    | Гостевой дом                    | Тейлор              |                                                                   |
| 2021    | Отряд самоубийц: Миссия навылет | Камила              |                                                                   |
| 2021    | Неуловимый аромат любви         | Челси               |                                                                   |